# دانیل سیمن
دانیل سیمن (انگلیسی: Daniyel Cimen؛ زادهٔ ۱۹ ژانویهٔ ۱۹۸۵) بازیکن فوتبال اهل آلمان است.
از باشگاه‌هایی که در آن بازی کرده‌است می‌توان به باشگاه فوتبال کیکرز اوفنباخ، باشگاه فوتبال آینتراخت فرانکفورت، باشگاه فوتبال ارتسگبیرگ آئو، و باشگاه فوتبال آینتراخت برانشوایگ اشاره کرد.
وی همچنین در تیم ملی فوتبال Germany Team 2006 بازی کرده‌است.